# Carl August Schröder (Politiker, 1819)

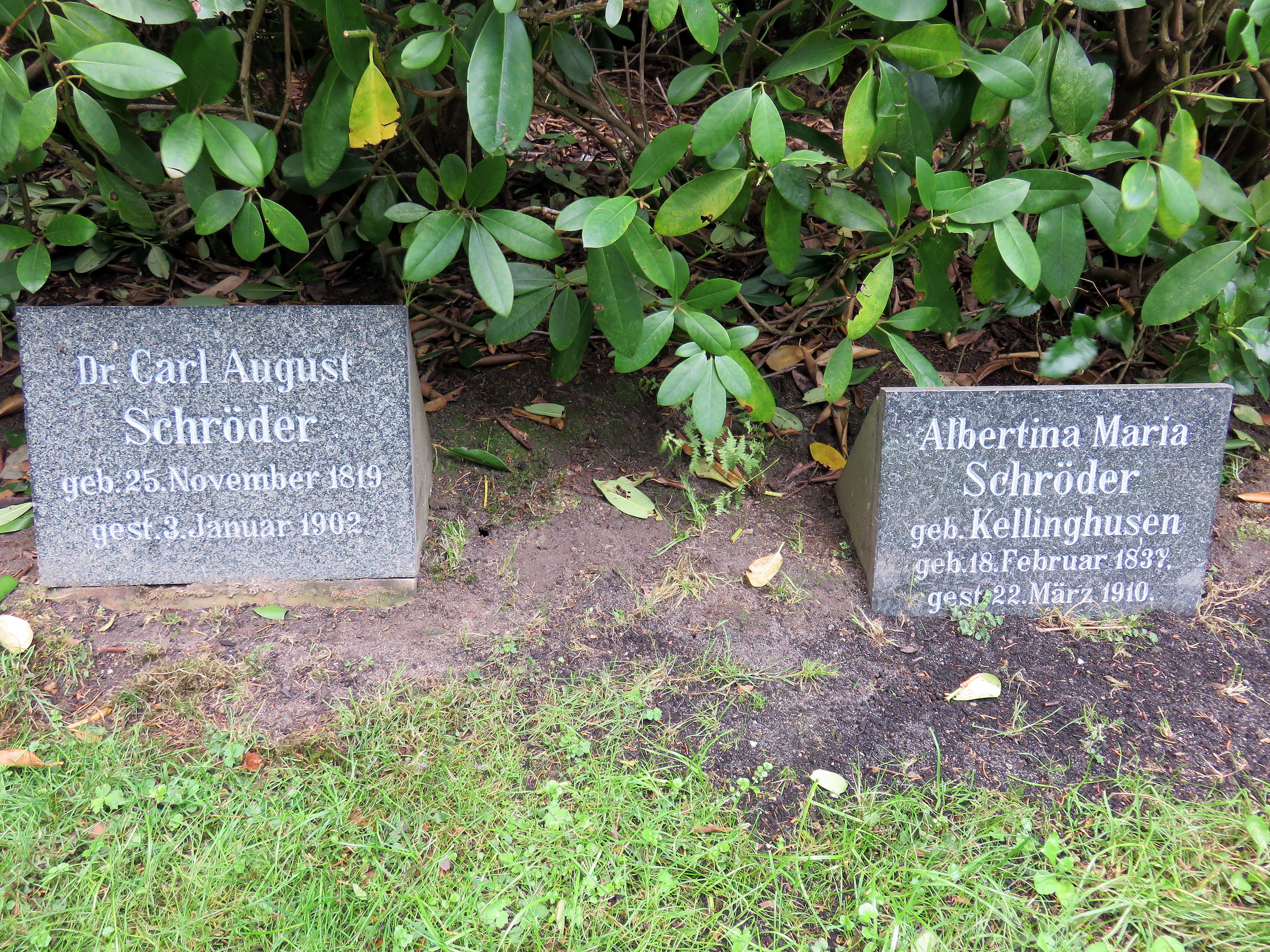
Kissensteine für Carl August Schröder und seine Ehefrau in der Familiengrabstätte auf dem Friedhof Ohlsdorf

Carl August Schröder (* 25. November 1819 in Hamburg; † 3. Januar 1902 ebenda) war ein deutscher Richter und Abgeordneter der Hamburgischen Bürgerschaft.

## Leben
Schröders Vater war der Senator Christian Matthias Schröder, sein Großvater war der Hamburger Bürgermeister Christian Matthias Schröder. Er heiratete 1854 Albertina Maria Kellinghusen (1837–1910) eine Tochter des Bürgermeisters  Heinrich Kellinghusen, Carl August Schröder war sein Sohn.
Schröder schloss sein juristisches Studium 1843 in Heidelberg ab und ließ sich im selben Jahr in Hamburg als Anwalt nieder. 1869 wechselte er in den Staatsdienst und wurde Richter am Niedergericht. 1879 wurde er zum Landrichter befördert und war bis zu seinem Ruhestand 1894 als solcher tätig. Der Hamburgischen Bürgerschaft gehörte er von 1859 bis 1865 an.
Auf dem Hamburger Friedhof Ohlsdorf befindet sich bei Planquadrat U 21 südlich der Nebenallee und östlich von Kapelle 2 für Carl August Schröder ein Kissenstein neben dem seiner Ehefrau Albertina Maria Kellinghusen.